# Um Bravo do Nordeste
Um Bravo do Nordeste é um filme mudo brasileiro do gênero faroeste, dirigido por Edson Chagas em 1931. No elenco principal estavam os atores Ernani Passos, Adalberto Montenegro e Francisco Rocha Filho. O lançamento do filme ocorreu em Maceió no dia 8 de maio de 1931.  
Anteriormente, o diretor Edson Chagas havia sido operador no filme "Aitaré da Praia", gravado na cidade de Recife em 1925.

## Sinopse
Um ladrão de gado tenta enganar um rico proprietário, comprando o seu gado. Chegando à fazenda, apaixona-se pela filha do coronel e se dispõe a casar. Vendido o rebanho, o fazendeiro vai ao banco depositar o dinheiro, mas o caixa se recusa a receber porque o dinheiro era falso.

## Elenco
- Ernani Passos como Galã
- Adalberto Montenegro como Coronel
- Nice Buenos Aires como Filha do fazendeiro
- Elizabeth Montenegro como Filha do fazendeiro
- Francisco Rocha Filho como Falso comprador de gado
- Walmira Graça

## Produção
Em depoimento ao Museu da Imagem e do Som da Fundação Teatro Deodoro (Funted), Ernani Passos conta que idealizou o filme na mesa de um bar com Edson Chagas, cineasta pernambucano recém-chegado a Maceió. As filmagens duraram cerca de 90 dias, custando 16 contos de réis. 
Os negativos usados para filmar foram importados de Paris por 450 mil réis. A obra foi financiada por Francisco da Rocha Cavalcanti (Coronel Chico Rocha), que também atuou como vilão. Ele era fazendeiro e empresário em União dos Palmares, promoveu a instalação de luz elétrica, água e do primeiro cinema da cidade. Tinha o sonho de atuar em um filme.

## Preservação
Conta-se que o pernambucano Edson Chagas sumiu com a única cópia existente depois da realização dos lançamentos pelo estado, que ocorreram em cidades como Maceió e Pilar. Ele voltou para Recife em 1931. 
Em 2007, o jornalista Rafhael Barbosa, em reportagem para Gazeta de Alagoas, conversou com o cineasta e jornalista Fernando Spencer, que relatou ser muito difícil encontrar a obra num estado de conservação possível de restauração.